# Romanchella pustulata
Romanchella pustulata är en ringmaskart som beskrevs av Knight-Jones 1978. Romanchella pustulata ingår i släktet Romanchella och familjen Serpulidae. Inga underarter finns listade i Catalogue of Life.